# Matematický model
Matematický model je abstraktní model používající matematický jazyk k popisu vybrané části reálného světa (objektu, procesu). Je tvořen skupinou vhodně zvolených veličin a matematickými vztahy mezi nimi, reprezentujícími rozpoznané přírodní zákony (viz Věda). Matematické modely jsou modely vytvořené metodou exaktní vědy a používají se zejména v přírodních vědách a inženýrských disciplínách (jako jsou fyzika, biologie a elektrotechnika), ale i v sociálních vědách (jako jsou ekonomie, sociologie a politologie); nejčastěji využívají matematické modely fyzici, inženýři, informatici a ekonomové.

## Klasifikace matematických modelů
Matematické modely můžeme klasifikovat několika způsoby, z nichž některé jsou:
- Lineární a nelineární: Pokud jsou funkce (podmínky) a omezení reprezentovány lineárními rovnicemi, model označujeme jako lineární. Pokud je alespoň jedna z podmínek nebo omezení reprezentováno nelineární rovnicí, model označujeme jako nelineární.
- Deterministické a stochastické (pravděpodobnostní): Deterministický model vykazuje po opakování pokusu za stejných počátečních podmínek stejné chování, zatímco při stochastickém modelu je přítomna náhoda, i když jsou počáteční podmínky stejné.
- Statické a dynamické: Statický model neuvažuje prvek času, zatímco dynamický model ano. Dynamické modely jsou obvykle reprezentovány rekurentními nebo diferenciálními rovnicemi
- Soustředěné parametry a rozložené parametry: Pokud je model homogenní (v konzistentním stavu v každé části systému), parametry jsou soustředěny. Pokud je systém heterogenní (rozdílný stav v různých částech systému), jsou parametry rozloženy. Rozložené parametry jsou obvykle reprezentovány parciálními diferenciálními rovnicemi.